# Sentença atômica
Na lógica, uma sentença atômica é um tipo de sentença declarativa que pode ser verdadeira ou falsa (pode também ser referido como uma proposição, declaração ou portador da verdade) e que não pode ser dividida em outras sentenças mais simples. Por exemplo, "O cachorro correu" é uma sentença atômica em linguagem natural, enquanto que "O cachorro correu e o gato se escondeu" é uma sentença molecular em linguagem natural.
A partir de uma análise lógica, a verdade ou falsidade de sentenças, em geral, é determinada por apenas duas coisas: a forma lógica da sentença e da verdade ou falsidade das suas sentenças simples. Isso quer dizer, por exemplo, que a verdade da sentença "João é grego e João é feliz" é uma função do significado de "e", e dos valores verdade das sentenças atômicas "João é grego" e "João é feliz ". No entanto, a verdade ou falsidade de uma sentença atômica não é uma questão que está dentro do escopo da lógica em si, mas sim, sobre que  arte ou ciência o conteúdo da sentença atômica está falando.
A lógica tem desenvolvido linguagens artificiais. Por exemplo, cálculo sentencial e cálculo de predicados partem da finalidade de revelar a lógica subjacente dos enunciados das linguagens naturais. A gramática superficial dessas declarações pode ocultar a estrutura lógica subjacente; veja Filosofía Analítica. Nessas línguas artificiais uma sentença atômica é uma sequência de símbolos que podem representar uma sentença elementar em uma linguagem natural,  e pode ser definida da maneiras apresentadas abaixo.
Em uma linguagem formal, uma fórmula bem formada (ou fbf) é uma sequência de símbolos constituída em conformidade com as regras da sintaxe da linguagem. Um termo é uma variável, uma constante individual ou uma função n-ária seguida por n termos. Uma fórmula atômica é uma fbf composta por uma letra sentencial ou uma letra de predicado n-ária seguida por n termos. Uma sentença é uma fbf na qual as variáveis estão vinculadas. Uma sentença atômica é uma fórmula atômica que não contém variáveis. Como resultado, uma sentença atômica não contém conectivos lógicos, variáveis ou quantificadores. Uma sentença constituída por uma ou mais sentenças e um conectivo lógico torna-se uma composta (ou sentença molecular).

## Exemplos
Como exemplo, considere F, G, H, letras que representam predicados;  a, b, c, constantes individuais; x, y, z, variáveis; e sendo p uma letra sentencial. A partir daí, as seguintes fbfs são sentenças atômicas:
- p
- F(a)
- H(b,a,c)

As seguintes fbfs são fórmulas atômicas, mas não sentenças atômicas, pois elas incluem variáveis livres:
- F(x)
- G(a,z)
- H(x,y,z)

As seguintes fbs não são fórmulas atômicas mas são formadas a partir de fórmulas atômicas usando conectivos lógicos. Elas não são sentenças pois contém variáveis livres. (São fórmulas compostas):
- F(x)&G(a,z)
- G(a,z)∨H(x,y,z)

As seguintes fbfs são sentenças mas não são atômicas (pois não são fórmulas atômicas). (São sentenças compostas):
- ∀x(F(x))
- ∃z(G(a,z))
- ∃x∀y∃z(H(x,y,x))
- ∀x∃z(F(x)&G(a,z))
- ∃x∀y∃z (G(a,z)∨H(x,y,z))

## Interpretações
Uma sentença pode ser verdadeira ou falsa sob uma interpretação que atribui valores para as variáveis lógicas. Podemos por exemplo, fazer as seguintes atribuições:
Constantes Individuais
- a: Sócrates
- b: Platão
- c: Aristóteles

Predicados:
- Fα:  α está dormindo
- Gαβ:  α odeia β
- Hαβγ: α fez β bater em γ

Variáveis sentenciais:
- p:  Está chovendo.

Sob essa interpretação as sentenças discutidas acima representariam as seguintes declarações em português:
- p: "Está chovendo."
- F(a): "Sócrates está dormindo."
- H(b, a, c): "Platão fez Sócrates bater em Aristóteles."
- ∀x (F(x)): "Todos estão dormindo."
- ∃z (G(a, z)): "Sócrates odeia alguém."
- ∃x ∀y ∃z (H(x, y, z)): "Alguém fez todos baterem em alguém." (Eles podem não ter todos bater a mesma pessoa z, mas todos fizeram isso porque da mesma pessoa x.)
- ∀x ∃z (F(x) ∧ G(a, z)): "Todos estão dormindo e Sócrates odeia alguém."
- ∃x ∀y ∃z (G(a, z) ∨ H(x, y, z)): "Ou Sócrates odeia alguém ou alguém fez todos baterem em alguém."

## Traduzindo frases de uma linguagem natural para uma linguagem artificial
Sentenças em linguagens naturais podem ser ambíguas, enquanto as linguagens da lógica sentencial e da lógica de predicados são precisas. A tradução pode revelar tais ambiguidades e expressar com precisão o significado pretendido.
Por exemplo, observe a sentença "O padre Ted casou Jack e Jill". Isso significa que Jack casou-se com Jill? Na tradução devemos fazer as seguintes atribuições:
 Constantes individuais:

- a: Padre Ted
- b: Jack
- c: Jill

Predicados
- Mαβγ: α oficiou o casamento de β e γ.

Usando essas atribuições a sentença acima pode ser traduzida da seguinte maneira: 

- M(a,b,c): Padre Ted oficiou o casamento de Jack e Jill.
- ∃x∃y((M(a,b,x)& (M(a,c,y)): ): PadreTed oficiou o casamento Jack com alguém e Padre Ted oficiou o casamento de Jill com alguém.
- ∃x∃y(M(x,a,b)&M(y,a,c)): Alguém oficiou o casamento de Padre Ted com Jack e alguém oficiou o casamento de Padre Ted com Jill.

Para estabelecer qual é a tradução correta de "Padre Ted casou Jack com Jill", seria necessário perguntar ao orador exatamente qual o sentido da sentença.

## Significado Filosófico
Sentenças atômicas são de particular interesse na lógica filosófica e na teoria da verdade e, tem-se discutido que existem correspondentes fatos atômicos. Uma sentença atômica (ou, possivelmente, o significado de uma sentença atômica) é chamada de proposição elementar por Wittgenstein e de proposição atômica por Russell:
- 4.2 O sentido de uma proposição é sua concordância e discordância com a possibilidade de existência e não existência de estados de coisas. 4.21 O tipo mais simples de proposição (uma proposição elementar) afirma a existência de um estado de coisas.: Wittgenstein, Tractatus Logico-Philosophicus, s:Tractatus Logico-Philosophicus.
- Uma proposição (verdadeira ou falsa) afirmando um fato atômico, é chamada de proposição atômica.: Russell, Introduction to Tractatus Logico-Philosophicus, s:Tractatus Logico-Philosophicus/Introduction
- Veja também [2] e [3] especialmente em relação a proposição elementar e proposição atômica como discutido por Russell e Wittgenstein.

Observe a distinção entre uma proposição elementar/ atômica e um fato atômico.
Nenhuma sentença atômica pode ser deduzida a partir de qualquer outra sentença atômica, não existem duas sentenças atômicas incompatíveis, e não existem conjuntos de sentenças atômicas que sejam autocontraditórios. Wittgenstein falou muito disso em seu Tractatus Logico-Philosophicus. Se houver quaisquer sentenças atômicas, então deve haver "fatos atômicos", que correspondem às sentenças que são verdadeiras e, a conjunção de todas as sentenças atômicas verdadeiras diria tudo o que foi  a hipótese, ou seja, "o mundo" , já que, de acordo com Wittegenstein "o mundo é tudo o que é a hipótese". (TLP: 1). Da mesma forma o conjunto de todos os conjuntos de sentenças atômicas corresponde ao conjunto de todos os mundos possíveis (tudo o que poderia ser a hipótese).
O T-schema, que incorpora a teoria da verdade proposta por Alfred Tarski, define a verdade de sentenças arbitrárias a partir da verdade das sentenças atômicas.